# Institut national de la statistique et des études économiques
Institut National de la Statistique et des Études Économiques (INSEE) – fr. Państwowy Instytut Statystyki i Badań Ekonomicznych. Instytut, mieszczący się w Malakoff pod Paryżem, gromadzi i publikuje informacje na temat francuskiej gospodarki i społeczeństwa, a także przeprowadza regularnie narodowe spisy powszechne.

## Kody i numery INSEE
INSEE nadaje kody numeryczne rozmaitym jednostkom we Francji:
- kody INSEE (znane jako COG) nadawane są rozmaitym jednostkom administracyjnym, zwłaszcza miejscowościom (nie należy ich mylić z kodami pocztowymi). Kompletny kod zawiera 8 cyfr i 3 spacje, ale w użyciu jest też 5-cyfrowy kod bez spacji.
  - 2 cyfry (departament) i 3 cyfry (miejscowość) dla 96 départements Francji metropolitalnej
  - 3 cyfry (departament lub wspólnota) i 2 cyfry (miejscowość) dla terytoriów zamorskich.

- Numery INSEE (13 cyfr + dwucyfrowy klucz kontrolny), znane jako numery ubezpieczenia społecznego, nadawane osobom.
Format: syymmlllllooo kk, gdzie
  - s 1 dla mężczyzny, 2 dla kobiety,
  - yy ostatnie dwie cyfry roku urodzenia,
  - mm miesiąc urodzenia,
  - lllll COG dla miejsca urodzenia,
  - ooo numer porządkowy rozróżniający osoby urodzone w tym samym miejscu, roku i dniu,
  - 'kk' "klucz kontrolny", równy 97-(reszta liczby modulo 97).
Są wyjątki dla osób w rozmaitych sytuacjach[1].
- Kody SIREN nadawane firmom i organizacjom niedochodowym, kody SIRET dla ich zakładów[2].